# Besnilo
Besnilo je teška virusna zarazna bolest od koje može oboleti svaki sisar, između ostalog i čovek. Rani simptomi mogu uključivati groznicu i peckanje na mestu izlaganja. Ove simptome prati jedan ili više sledećih simptoma: mučnina, povraćanje, nasilni pokreti, nekontrolisano uzbuđenje, strah od vode, nemogućnost pomeranja delova tela, zbunjenost i gubitak svesti. Jednom kada se pojave simptomi, rezultat je gotovo uvek smrt. Vremenski period između zaraze bolešću i početka simptoma je obično jedan do tri meseca, ali može varirati od manje od jedne nedelje do više od jedne godine. Vreme zavisi od udaljenosti koju virus mora preći duž perifernih nerava da bi stigao do centralnog nervnog sistema.
Besnilo uzrokuju lisavirusi, uključujući virus besnila i australijski lisavirus slepih miševa. Šire se kada zaražena životinja ugrize ili ogrebe čoveka ili drugu životinju. Pljuvačka zaražene životinje takođe može preneti besnilo ako pljuvačka dođe u kontakt sa očima, ustima ili nosom. Globalno gledano, psi i lisice su najčešće zaražene životinje. U zemljama u kojima psi obično imaju ovu bolest, više od 99% slučajeva besnila su direktni rezultat ujeda pasa. U Americi su ugrizi slepih miševa najčešći izvor zaraze besnilom kod ljudi, a manje od 5% slučajeva je od pasa. Glodari su vrlo retko zaraženi besnilom. Bolest se može dijagnozirati tek nakon početka simptoma.
Programi kontrole životinja i vakcinacije smanjili su rizik od besnila pasa u brojnim regionima sveta. Imunizacija ljudi pre nego što budu izloženi preporučuje se onima sa visokim rizikom, uključujući one koji rade sa slepim miševima ili koji duže vreme provode u delovima sveta gde je besnilo često. Kod ljudi koji su bili izloženi besnilu, vakcina protiv besnila i ponekad imunoglobulin protiv besnila efikasni su u sprečavanju bolesti ako osoba dobije tretman pre početka simptoma besnila. Pranje uboda i ogrebotina u trajanju od 15 minuta sapunom i vodom, povidon-jodom ili deterdžentom može da smanji broj virusnih čestica i donekle može biti efikasno u sprečavanju prenosa. Prema podacima iz 2016, samo četrnaest ljudi je preživelo infekciju besnila nakon pokazivanja simptoma.
Besnilo uzrokuje oko 56 000 smrtnih slučajeva širom sveta godišnje. Više od 95% smrtnih slučajeva ljudi od besnila događa se u Africi i Aziji. Oko 40% smrti se dešava kod dece mlađe od 15 godina. Besnilo je prisutno u više od 150 zemalja i na svim kontinentima, osim na Antarktiku. Više od 3 milijarde ljudi živi u regionima sveta u kojima se javlja besnilo. Brojne zemlje, uključujući Australiju i Japan, kao i veći deo zapadne Evrope, nemaju besnilo među psima. Mnoga pacifička ostrva uopšte nemaju besnilo. Besnilo je klasifikovano kao zanemarena tropska bolest.

## Virus besnila
Virus besnila karakterizovan je pomoću elektronskog mikroskopa po prvi put 1962. godine. To je RNK virus dimenzija 75×100-300 nm, oblika revolverskog metka, izgrađen iz pet proteina. Virion se može podeliti u dve strukturne jedinice: centralni cilindrični deo koga čini ribonukleokapsid i tanke ovojnice na čijoj se površini nalaze trnasti produžeci. Glikoprotein ili G protein formira trnaste produžetke na površini virusne čestice. On je faktor virulencije jer se vezuje za odgovarajuće receptore, time indukujući neutrališuća antitela koja imaju ključnu ulogu u vakcinalnom imunitetu. G protein je strukturno vrlo sličan neurotoksinu zmijskog otrova i oba pokazuju visok afinitet za acetilholinske receptore.
Matriksni protein (M2) nalazi se između G proteina i ribonukleokapsida a ima ulogu u toku morfogeneze virusa dovodeći do interakcije unutrašnjeg N proteina i spoljašnjeg G proteina. Ribonukleokapsid je sačinjen od genomske RNK virusa i tri strukturna proteina: N protein značajan za transkripciju i replikaciju virusa, L protein koji je RNK-zavisna RNK polimeraza, enzim od kojeg zavisi sinteza virusne RNK, transkripcija i replikacija, i konačno M1 protein čija je uloga regulatorna — on pomaže aktivnosti L proteina.
Postoji sedam genotipova virusa besnila i virusa srodnih besnilu u rodu Lyssavirus. U genotip 1 svrstavaju se klasično besnilo sa velikim brojem podtipova i svi vakcinalni sojevi. U okviru ovog genotipa postoji više podtipova nastalih mutacijama, različite virulencije za pojedine domaćine, npr. urbano ili pseće i silvatično ili besnilo lisica. Ostali genotipovi nalaze se kod slepih miševa i nekih malih sisara širom sveta. Genotipovi 2-4 postoje u Africi, a genotipovi 5 i 6 kod evropskih slepih miševa, najviše u Skandinaviji. Genotip 7 identifikovan je 1996. kod letećih lisica u Australiji, posebne forme letećih sisara iz reda Megachiroptera. Svi genotipovi mogu izazvati smrtonosnu infekciju čoveka.

## Znaci i simptomi
Period između infekcije i prvih simptoma (period inkubacije) obično je 1–3 meseca kod ljudi. Ovaj period može biti kraći od četiri dana ili duži od šest godina, u zavisnosti od mesta i težine rane i količine unesenog virusa. Početni simptomi besnila su često nespecifični, poput groznice i glavobolje. Kako besnilo napreduje i uzrokuje upale mozga i moždanih ovojnica, simptomi mogu uključivati blagu ili delimičnu paralizu, anksioznost, nesanicu, konfuziju, uznemirenost, nenormalno ponašanje, agresiju, paranoju, teror i halucinacije. Osoba se takođe može bojati vode.
Simptomi na kraju prelaze u delirijum i komu. Smrt se obično javlja 2 do 10 dana nakon prvih simptoma. Preživljavanje je gotovo nepoznato kada se simptomi pojave, čak i uz intenzivnu negu.
Besnilo se tokom svoje istorije povremeno nazivalo i hidrofobijom („strah od vode“). Odnosi se na skup simptoma u kasnijim fazama infekcije u kojima osoba ima poteškoća sa gutanjem, pokazuje paniku kada joj se daju tečnosti za piće i ne može da ugasi žeđ. Bilo koji sisar zaražen virusom može pokazati hidrofobiju. Proizvodnja pljuvačke je u velikoj meri povećana, a pokušaji pijenja, ili čak namera ili predlog za piće, mogu prouzrokovati nesnosno bolne grčeve mišića u grlu i grkljanu. Budući da zaražena jedinka ne može da proguta pljuvačku i vodu, virus ima mnogo veće šanse za prenos, jer se množi i akumulira u pljuvačnim žlezdama i prenosi ugrizima. Hidrofobija je često povezana sa razjarenim besnilom, koje pogađa 80% ljudi zaraženih besnilom. Preostalih 20% može doživeti paralitički oblik besnila koji je obeležen slabošću mišića, gubitkom osećaja i paralizom; ovaj oblik besnila obično ne izaziva strah od vode.
Prognoza kod besnila je vrlo nepovoljna, u furioznom obliku bolesti smrt nastupa prosečno za 5 dana, a u paralitičnom za 13, mada može uz mere veštačkog kardio-respiratornog održavanja bolesnika trajati i 2-3 nedelje. Izlečenje besnila moguće je kod životinja a sasvim izuzetno i kod čoveka. Nekoliko opisanih slučajeva oporavka nakon klinički i laboratorijski dokazane infekcije dogodili su se kod bolesnika koji su bili vakcinisani, ali je pre nego što se razvio zaštitni imunitet došlo i do encefalitisa. Kod njih su ostale trajne neurološke posledice u godinama posle bolesti.

## Uspostavljanje dijagnoze
Dijagnoza besnila postavlja se klinički i laboratorijskim metodama. Kada je karakteristična klinička slika sa hidrofobijom razvijena, uz pozitivnu epidemiološku anamnezu, dijagnoza se može postaviti i samo klinički. Kako je klinički tok relativno kratak i završava skoro po pravilu letalno, dijagnoza sa lako može postaviti na obdukcionom materijalu. Međutim, zaživotna laboratorijska potvrda dijagnoze naročito je važna zbog potrebe vakcinacije bolničkog osoblja i članova porodice koji su bili u neposrednom kontaktu sa obolelim. Standardne laboratorijske analize su od male pomoći kod besnila, obično postoji leukocitoza sa neutrofilijom, urin je bez osobitosti, a likvor ostaje bistar, ali sa povećanjem broja limfocita, proteina a nekad i glukoze.
Negrijeva tela, koja se danas najčešće prikazuju imunološkim bojenjem, ne moraju biti razvijena kod svih slučajeva, naročito u slučaju rane smrti. Kod primene anilinskih boja, Negrijeva tela nalaze se kod oko 75% slučajeva besnila, zavisno od uvežbanosti laboratorije, a direktnim imunofluorescentnim testom broj pozitivnih raste na 99% od svih slučajeva besnila. Iz tog razloga je za definitivnu potvrdu potrebna izolacija virusa koja se radi na kulturi neuroblastoma – ćelija i na laboratorijskim miševima. Kod kliničke sumnje na besnilo potrebno je na laboratorijski pregled dostaviti serum, likvor, salivu, biopsiju kože i otisak korneje.
Serum – ukoliko pacijent ranije nije vakcinisan protiv besnila, nalaz serumskih antitela jasno upućuje na infekciju. Ukrštene imunološke reakcije sa drugim agensima nisu poznate. Obično su u završnoj fazi bolesti titrovi antitela vrlo visoki i sa tendencijom porasta do nivoa koji se ne viđaju kod vakcinisanih.
Likvor – ukoliko je pacijent ranije vakcinisan, serumska antitela ne prelaze u likvor. Nalaz antitela u likvoru upućuje na infekciju besnilom. Iz likvora je moguća i izolacija virusa besnila.
Saliva – izolacija virusa besnila moguća je kao i iz likvora.
„Korneja – test“ i biopsija kože – metodom direktne imunofluorescencije mogu se prikazati virusne inkluzije u epitelu korneje ili oko nervnih završetaka u koži. Biopsija se uzima sa potiljka.
Obdukcioni materijal – mozak, uzimaju se delovi moždanog stabla, malog mozga i Amonov rog, za histološki pregled, imunofluorescentni test i izolaciju virusa. Treba uzeti i likvor i krv, kao i pljuvačne žlezde. Histološkim pregledom u nervnom tkivu mogu se naći Negrijeva tela, Babesovi glijalni čvorići i perivaskularni infiltrat limfocita uz manje ili više izraženu degeneraciju nervnih ćelija.
Molekularne metode – poslednjih decenija standardizovan je RT-PCR protokol za upotrebu u dijagnostici kako ante mortem tako i post mortem. Molekularna epidemiologija zasnovana na RT-PCR nalazima važna je za klasifikaciju svih virusnih oboljenja, pružajući uvid u međusobne odnose između različitih sojeva i druge relacije koje su epidemiološki relevantne. Korišćenjem metode RT-PCR praćene direktno sekvenciranjem i filogenetskom analizom identifikovano je više novih kladusa (garna) u filogenetskom stablu virusa psećeg besnila na području Bliskog istoka i Severne Afrike.

### Diferencijalne dijagnoze
Besnilo može ličiti na druge oblike encefalitisa, kada nema hidrofobije kao kardinalnog simptoma. Neurološka stanja tipa Gilen-Bareovog sindroma, trovanja, delirijum tremens, cefalični oblik tetanusa, botulizam, poliomijelitis i dr. moraju biti uzeti u obzir. Pažljivo uzeta anamneza i epidemiološka anketa o ujedu životinje na teritoriji koja je zaražena besnilom, mogu usmeriti dalju dijagnostiku u pravom smeru.
Rapidno progredirajuća varijanta Krojcfeld-Jakobove bolesti može ličiti na atipičnu kliničku formu besnila kakva se javlja u Americi.
AIDS – sindrom stečene imunodeficijencije najviše je raširen u tropskim krajevima gde i besnilo, tako da su opisane istovremene infekcije. Zato je kod bolesnika sa AIDS-om, ako se razvije encefalitis, potrebno uzeti u obzir i besnilo.
Histerija, a naročito lisafobija kod osoba ujedenih od životinja, mogu takođe da imitiraju kliničku sliku besnila.

## Besnilo u Srbiji i Jugoslaviji
Kraljevina Srbija još 1900. osniva prvi Pasterov zavod u Nišu, koji je u to vreme ujedno i prvi zavod takve vrste na čitavom Balkanu. Pasterov zavod osniva se u Novom Sadu 1921, tako da je u celoj Kraljevini Srba, Hrvata i Slovenaca on posle 1928. godine postao centralna antirabična ustanova, a ostao je to u Srbiji i do danas.
Koliko je bilo slučajeva besnila u 19. veku u Srbiji ne postoje pouzdani podaci, ali se prema dostupnim izvorima može zaključiti da je bilo jako rašireno. U sabranim delima dr Laze Lazarevića opisuje se jedan slučaj prenesen samo kontaktom sa besnim psom. Neki podaci ukazuju na to da je krajem 19. veka ne samo medicinski stalež, već i stanovništvo u Srbiji znalo za Pastera i njegovu metodu lečenja protiv besnila. Pored ispiranja i kauterizacije rana usijanim gvožđem, navodi se da „treba ujedeno čeljade podvrći antirabijskoj vakcinaciji Pasterovoj“ za koju se u „Srpskom arhivu“ 1896. kaže da je „jedan od najvećih pronalazaka današnjeg veka“.
Prvih godina rada Pasterovog zavoda u Nišu, vakcinisano je između 200 – 300 pacijenata godišnje, smrtnost kod njih bila je 0,48% što je komparabilno sa drugim Pasterovim zavodima u svetu. U prve 4 godine vakcinisano je u niškom zavodu 1140 pacijenata uglavnom ozleđenih od pasa, uključujući i 9 ozleđenih od vukova, a ukupno je umrlo 7. Slanje pacijenata u Pasterov zavod bilo je regulisano propisima, za siromašne o opštinskom trošku.
Nakon I Sv. rata u Kraljevini SHS osnovano je još nekoliko Pasterovih zavoda, i posle ratnih razaranja, profilaksa besnila je polako obnovljena. Godišnje je vakcinisano po više hiljada pacijenata, za prvih deset godina 58.018. Ovome je u mnogome doprinela tada nova vakcina protiv besnila dr Hempta koji je proizveo mrtvu vakcinu od nervnog tkiva inficiranih kunića, a kasnije jaganjaca, tretiranog etrom i fenolom, postavio električne uređaje za mlevenje mozgova za vakcinu, štampanje etiketa na staklenim ampulama, punjenje ampula, i za zataljivanje ampula, tako da je u Novom Sadu razvio industrijsku proizvodnju vakcine za celu zemlju, a kasnije i za izvoz. Hemptovu vakcinu prihvatile su mnoge evropske države, Nemačka, Austrija, Čehoslovačka, Mađarska, Rumunija i Bugarska. Proizvodnja Hemptove vakcine u Novom Sadu trajala je do 1983.
U Beogradu je tek 1926. počela vakcinacija pacijenata protiv besnila u Centralnom higijenskom zavodu, ali je primenjivana metoda bila neuspešna i posle 3 smrtna slučaja napuštena. U Požeškoj je osnovan Pasterov zavod isključivo za proizvodnju veterinarskih seruma i vakcina, ali ne i besnila, a posle II Sv. rata promenio je i naziv, tako da se u Beogradu nikad nije formirao pravi Pasterov zavod u smislu antirabične ustanove.
Prema jednom izvoru u Kraljevini Jugoslaviji od 1927 do 1936. umrla je od besnila 141 osoba, najmanje 1927, svega 7, a najviše 1933. godine sa 25 umrlih, na mnogo većoj teritoriji od same Srbije.
Ratna razaranja u II Sv. ratu dovela su do znatnog pogoršanja situacije. Dok je pre rata bilo prosečno 20-30 smrtnih slučajeva besnila u Jugoslaviji godišnje, pred rat, a naročito posle rata besnilo se strahovito proširilo i godišnje je desetine ljudi umiralo. Godine 1948. počela je prvo u Vojvodini obavezna vakcinacija pasa sa odličnim rezultatima u eradikaciji urbanog besnila (poslednji slučajevi psećeg besnila bili su 1983. na Kosovu i Metohiji, a posle 1980. nije više bilo ni besnila kod ljudi).
Prvu vakcinu protiv besnila novije tehnologije proizvedenu na kulturi tkiva napravio je dr Pavle Fenje, nekadašnji šef Odeljenja za humanu virusologiju Pasterovog zavoda u Novom Sadu. Njegovi rezultati publikovani su dve godine posle emigracije u Kanadu, 1958. godine. Sredinom šezdesetih dr Fenje je sproveo i prvo kliničko ispitivanje nove vakcine na dobrovoljcima. Već od sedamdesetih mnoge zemlje razvile su proizvodnju vakcine protiv besnila sa raznih kultura ćelija.
Godine 1989. započela je proizvodnja humanog imunoglobulina protiv besnila u kooperaciji Zavoda za transfuziologiju Srbije u Beogradu i Pasterovog zavoda u Novom Sadu. Proizvedeno više serija i tokom par decenija upotrebe nije bilo ni neželjenih reakcija, a ni humanog besnila.

### Danas
U poslednjih 5 godina, godišnje se registruje u proseku oko 200 slučajeva besnila kod životinja u Srbiji. Najveći broj bolesnih životinja čine divlje životinje (preko 85%) i to lisice, koje su zastupljene sa preko 95% u ukupnom broju obolelih divljih životinja. Besne lisice su opasne i za širenje besnila na domaće životinje i ljude jer promene ponašanje i prilaze ljudima i životinjama, kada ih mogu ujesti. Kod domaćih životinja bolest se dijagnostikuje kod oko 30 životinja godišnje pri čemu je u najvećem procentu (oko 70%), bolest utvrđena kod mačaka dok su psi zastupljeni u preko 20%. Povremeno se registruje kod domaćih životinja (goveda, ovce, koze) koje su najčešće bile žrtve ujeda divljih besnih životinja na ispaši.
U Republici Srbiji se više decenija sistematski radi na suzbijanju i kontroli besnila kod domaćih i divljih životinja.
U pogledu kontrole besnila kod domaćih životinja sledeće ključne aktivnosti se sprovode svake godine: 1. preventivna vakcinacija pasa i mačaka, 2. obeležavanje pasa, 3. registracija pasa i mačaka u Centralnom registru životinja, uz evidentiranje vakcinacije protiv besnila i vlasnika životinja; 4. izdavanja pasoša za pse i mačke.
Do sada, zbog nedostatka sredstava, sistematska vakcinacija divljih životinja u Srbiji nije rađena ali se na planiranju radi godinama. U toku 2002. godine, vršena je pilot vakcinacija na širem području Subotice, a rezultati su evidentirani kroz smanjenje obolelih životinja u tom području, čiji su efekti vidljivi i do današnjeg dana. Odobravanjem sredstava od strane Evropske komisije za celo područje Zapadnog Balkana, stvorili su se preduslovi da se bolest iskoreni sa naših područja.

## Spoljašnje veze
- Besnilo na veb-sajtu  (језик: енглески)
- „Rabies”. Centers for Disease Control and Prevention. Приступљено 12. 8. 2012.
- Virus Pathogen Database and Analysis Resource (ViPR): Rhabdoviridae
- OIE's Rabies Portal Архивирано на веб-сајту  (13. август 2020)
- Aerophobia and Hydrophobia in Rabies Videos
- „Rabies virus”. NCBI Taxonomy Browser. 11292.

|  | Molimo Vas, obratite pažnju na važno upozorenje u vezi sa temama iz oblasti medicine (zdravlja). |